# 朝日文庫
朝日文庫（あさひぶんこ）は、株式会社朝日新聞出版が発行している文庫レーベル。毎月5日前後に、約8点ずつ刊行している。本項目では1990年代に刊行されていた朝日文芸文庫（あさひぶんげいぶんこ）についても記述する。

## 概要
1977年9月に刊行開始。創刊時には7点を刊行。2008年4月1日に朝日新聞社出版局が朝日新聞出版に分社化されたことにより版元が変更した。
文芸作品のほか、朝日新聞社・朝日新聞出版発行の雑誌に連載されたノンフィクションやエッセイを数多く収める。
ブックカバーは白一色の背の上部に、創刊当初は青い線、のちに赤い線が入っているのが特徴のデザインフォーマットだが、ベストセラーを文庫化する際に単行本のカバーデザインを、そのまま引き継ぐなど意欲的な方針も取られる。2010年頃からは背の著者名の部分にのみ、彩色するようになった。
同出版社のソノラマノベルスと朝日文庫とが、廃業した朝日ソノラマ(2007年吸収合併)のソノラマ文庫から刊行されていた小説の引き継ぎ先となり、ソノラマセレクションとして朝日文庫においては刊行されている。
2014年よりライト文芸レーベル「朝日エアロ文庫」の刊行を開始。

## 創刊ラインナップ
- 大佛次郎『天皇の世紀 1 黒船渡来』 ISBN 978-4-02-260001-1
- 大佛次郎『天皇の世紀 2 地熱』 ISBN 978-4-02-260002-8
- 大佛次郎『天皇の世紀 3 大獄』 ISBN 978-4-02-260003-5
- 團伊玖磨『パイプのけむり』 ISBN 978-4-02-260021-9
- 團伊玖磨『続 パイプのけむり』 ISBN 978-4-02-260022-6
- 團伊玖磨『続々 パイプのけむり』 ISBN 978-4-02-260023-3
- 團伊玖磨『又 パイプのけむり』 ISBN 978-4-02-260024-0

## 著名な作品
- 浅田次郎『椿山課長の七日間』 ISBN 978-4-02264-352-0
- 司馬遼太郎『街道をゆく』（全43巻）、朝日文芸文庫ほか様々な装丁で重版。
- ナンシー関『小耳にはさもう』 ISBN 978-4-02-261167-3
- 本多勝一シリーズ - シリーズ・フォーマットに則らない黒地装丁が特徴。
- 松本人志『「松本」の「遺書」』 ISBN 978-4-02-261191-8
- 宮部みゆき『理由』 ISBN 978-4-02-264295-0
- 『相棒』シリーズ、輿水泰弘ほか脚本/ノベライズ碇卯人、十数冊刊で続刊予定。
- デイヴィッド・ハルバースタム 『ベスト・アンド・ブライテスト』
- ソノラマセレクション  菊地秀行『吸血鬼ハンターD』
- 吉田修一『平成猿蟹合戦図』 ドラマ化に際し、出演者を載せた特別なカバーが付けられている。

## 朝日文芸文庫
1994年7月から1998年8月まで、文芸作品の一部が朝日文芸文庫として刊行された。現在は朝日文庫に再統合されている。ブックカバーは朝日文庫と同様、白一色の背の上部に赤い線が入っているのが特徴のデザインフォーマットであったが、表紙と扉は「Asahi Bungei Bunko」の略である「AB」をあしらった別のデザインであった。